# Деві Классен
Деві Классен (нід. Davy Klaassen, нар. 21 лютого 1993, Гілверсюм) — нідерландський футболіст, центральний півзахисник амстердамського «Аякса» та національної збірної Нідерландів.

## Клубна кар'єра
Народився 21 лютого 1993 року в місті Гілверсюм. Вихованець юнацьких команд футбольних клубів «ГВВ де Зебрас», «ГСВ Васмер» та «Аякс».
У дорослому футболі дебютував 2011 року виступами за команду клубу «Аякс», в якому зіграв 126 матчів за 6 років кар'єри.
15 липня 2017 року Деві перейшов в «Евертон». Ліверпульський клуб підписав його на п'ять років, заплативши «Аяксу» 23,6 мільйони фунтів стерлінгів. В «Евертоні» Деві зіграв лише 7 матчів за сезон.
27 червня 2018 року Классен перейшов у «Вердер», підписавши з клубом чотирирічний контракт. «Вердер» заплатив «Евертону» за гравця 12 мільйонів фунтів стерлінгів. Відіграв за бременців два повних сезони, взявши участь у 81 грі в усіх турнірах.
2020 року повернувся до рідного «Аякса», який сплатив за свого вихованця 11 мільйонів євро (плюс 3 мільйони можливих бонусів). Після повернення відіграв за «Аякс» три роки, був капітаном його команди.
1 вересня 2023 року на правах вільного агента досвідчений півзахисник уклав однорічний контракт з італійським «Інтернаціонале».

## Виступи за збірні
2008 року дебютував у складі юнацької збірної Нідерландів, взяв участь у 23 іграх на юнацькому рівні, відзначившись 7 забитими голами.
5 березня 2014 року дебютував в офіційних матчах у складі національної збірної Нідерландів, вийшовши на заміну у товариській грі проти збірної Франції. Стабільно викликатися до лав національної команди почав з осені 2016 року.
| Дата       | Місто      | Господарі  | Результат | Гості                | Турнір                               | Голи | Примітки |
| ---------- | ---------- | ---------- | --------- | -------------------- | ------------------------------------ | ---- | -------- |
| 5-3-2014   | Париж      | Франція    | 2 – 0     | Нідерланди           | товариський матч                     | -    | 72'      |
| 31-3-2015  | Амстердам  | Нідерланди | 2 – 0     | Іспанія              | товариський матч                     | 1    |          |
| 3-9-2015   | Амстердам  | Нідерланди | 0 – 1     | Ісландія             | Відбір до ЧЄ 2016                    | -    |          |
| 6-9-2015   | Конья      | Туреччина  | 3 – 0     | Нідерланди           | Відбір до ЧЄ 2016                    | -    |          |
| 25-3-2016  | Амстердам  | Нідерланди | 2 – 3     | Франція              | товариський матч                     | -    | 75'      |
| 1-9-2016   | Ейндговен  | Нідерланди | 1 – 2     | Греція               | товариський матч                     | -    | 72'      |
| 6-9-2016   | Стокгольм  | Швеція     | 1 – 1     | Нідерланди           | Відбір до ЧС 2018                    | -    |          |
| 7-10-2016  | Роттердам  | Нідерланди | 4 – 1     | Білорусь             | Відбір до ЧС 2018                    | 1    | 84'      |
| 10-10-2016 | Амстердам  | Нідерланди | 0 – 1     | Франція              | Відбір до ЧС 2018                    | -    |          |
| 9-11-2016  | Амстердам  | Нідерланди | 1 – 1     | Бельгія              | товариський матч                     | 1    | 29' 46'  |
| 13-11-2016 | Люксембург | Люксембург | 1 – 3     | Нідерланди           | Відбір до ЧС 2018                    | -    |          |
| 25-3-2017  | Софія      | Болгарія   | 2 – 0     | Нідерланди           | Відбір до ЧС 2018                    | -    |          |
| 28-3-2017  | Амстердам  | Нідерланди | 1 – 2     | Італія               | товариський матч                     | -    | 83'      |
| 4-6-2017   | Роттердам  | Нідерланди | 5 – 0     | Кот-д'Івуар          | товариський матч                     | 1    | 70'      |
| 7-10-2017  | Борисов    | Білорусь   | 1 – 3     | Нідерланди           | Відбір до ЧС 2018                    | -    | 83'      |
| 10-11-2017 | Амстердам  | Нідерланди | 2 – 0     | Швеція               | Відбір до ЧС 2018                    | -    | 71'      |
| 11-11-2020 | Амстердам  | Нідерланди | 1 – 1     | Іспанія              | товариський матч                     | -    | 46'      |
| 15-11-2020 | Амстердам  | Нідерланди | 3 – 1     | Боснія і Герцеговина | Ліга націй УЄФА 2020-2021 - 1-й етап | -    | 68'      |
| 18-11-2020 | Хожув      | Польща     | 1 – 2     | Нідерланди           | Ліга націй УЄФА 2020-2021 - 1-й етап | -    | 70'      |
| 24-3-2021  | Стамбул    | Туреччина  | 4 – 2     | Нідерланди           | Відбір до ЧС 2022                    | 1    | 69'      |
| 27-3-2021  | Амстердам  | Нідерланди | 2 – 0     | Латвія               | Відбір до ЧС 2022                    | -    | 79'      |
| 30-3-2021  | Гібралтар  | Гібралтар  | 0 – 7     | Нідерланди           | Відбір до ЧС 2022                    | -    | 38' 77'  |
| 2-6-2021   | Фару       | Нідерланди | 2 – 2     | Шотландія            | товариський матч                     | -    | 31'      |
| 6-6-2021   | Енсхеде    | Нідерланди | 3 – 0     | Грузія               | товариський матч                     | -    | 66'      |
| 1-9-2021   | Осло       | Норвегія   | 1 – 1     | Нідерланди           | Відбір до ЧС 2022                    | 1    |          |
| 4-9-2021   | Ейндговен  | Нідерланди | 4 – 0     | Чорногорія           | Відбір до ЧС 2022                    | -    |          |
| 7-9-2021   | Амстердам  | Нідерланди | 6 – 1     | Туреччина            | Відбір до ЧС 2022                    | 1    | 71'      |
| 8-10-2021  | Рига       | Латвія     | 0 – 1     | Нідерланди           | Відбір до ЧС 2022                    | 1    |          |
| 11-10-2021 | Роттердам  | Нідерланди | 6 – 0     | Гібралтар            | Відбір до ЧС 2022                    | -    |          |
| 13-11-2021 | Подгориця  | Чорногорія | 2 – 2     | Нідерланди           | Відбір до ЧС 2022                    | -    |          |
| 16-11-2021 | Роттердам  | Нідерланди | 2 – 0     | Норвегія             | Відбір до ЧС 2022                    | -    | 83'      |
| 29-3-2022  | Амстердам  | Нідерланди | 1 – 1     | Німеччина            | товариський матч                     | -    | 58'      |
| 3-6-2022   | Брюссель   | Бельгія    | 1 – 4     | Нідерланди           | Ліга націй УЄФА 2022-2023 - 1-й етап | -    |          |
| 11-6-2022  | Роттердам  | Нідерланди | 2 – 2     | Польща               | Ліга націй УЄФА 2022-2023 - 1-й етап | 1    | 65'      |
| 25-9-2022  | Амстердам  | Нідерланди | 1 – 0     | Бельгія              | Ліга націй УЄФА 2022-2023 - 1-й етап | -    | 90+2'    |
| 21-11-2022 | Доха       | Сенегал    | 0 – 2     | Нідерланди           | ЧС 2022 - 1-й етап                   | 1    | 79'      |
| 25-11-2022 | Ер-Раян    | Нідерланди | 1 – 1     | Еквадор              | ЧС 2022 - 1-й етап                   | -    | 69'      |
| 29-11-2022 | Ель-Хаур   | Нідерланди | 2 – 0     | Катар                | ЧС 2022 - 1-й етап                   | -    | 66'      |
| 3-12-2022  | Ер-Раян    | Нідерланди | 3 – 1     | США                  | ЧС 2022 - 1/8 фіналу                 | -    | 46'      |
| 24-3-2023  | Сен-Дені   | Франція    | 4 – 0     | Нідерланди           | Відбір до ЧЄ 2024                    | -    | 68'      |
| 27-3-2023  | Роттердам  | Нідерланди | 3 – 0     | Гібралтар            | Відбір до ЧЄ 2024                    | -    | 64'      |
| Усього     |            | Матчів     | 41        |                      | Голів                                | 10   |          |

## Титули і досягнення
- Чемпіон Нідерландів (5):

«Аякс»: 2011–12, 2012–13, 2013–14, 2020–21, 2021–22
- Володар Суперкубка Нідерландів (1):

«Аякс»: 2013
- Володар Кубка Нідерландів (1):

«Аякс»: 2020–21
- Чемпіон Італії (1):

«Інтернаціонале»: 2023–24
- Володар Суперкубка Італії з футболу (1):

«Інтернаціонале»: 2023
Особисті досягнення
- Команда місяця Ередивізі: вересень 2024[6]